# Holyrood (Kansas)
Holyrood is een plaats (city) in de Amerikaanse staat Kansas, en valt bestuurlijk gezien onder Ellsworth County.

## Demografie
Bij de volkstelling in 2000 werd het aantal inwoners vastgesteld op 464.
In 2006 is het aantal inwoners door het United States Census Bureau geschat op 451, een daling van 13 (-2,8%).

## Geografie
Volgens het United States Census Bureau beslaat de plaats een oppervlakte van
1,0 km², geheel bestaande uit land. Holyrood ligt op ongeveer 550 m boven zeeniveau.

## Plaatsen in de nabije omgeving
De onderstaande figuur toont nabijgelegen plaatsen in een straal van 24 km rond Holyrood.